# Глиниці
Гли́ниці — село в Україні, у Яворівському районі Львівської області. Населення становить 1375 осіб. Орган місцевого самоврядування - Яворівська міська рада.

## Географія
Через південно-західну околицю села тече річка Безіменна, права притока річки Вишні.

## Історія
У 1880 році село належало до Яворівського повіту Королівства Галичини та Володимирії Австро-Угорської імперії, було 1322 мешканці, з них більшість були греко-католиками, а 343 — римо-католиками.
На 1 січня 1939 року в селі мешкало 2080 осіб, з них 1495 українців-греко-католиків, 535 українців-римокатоликів, 25 поляків, 25 євреїв. Село входило до ґміни Ґнойніце Яворівського повіту Львівського воєводства Польської республіки. Після анексії СРСР Західної України в 1939 році село включене до Краківецького району Львівської області.

За радянських часів до села приєднано сусідню Глиницьку Волю — тепер це південна частина села.

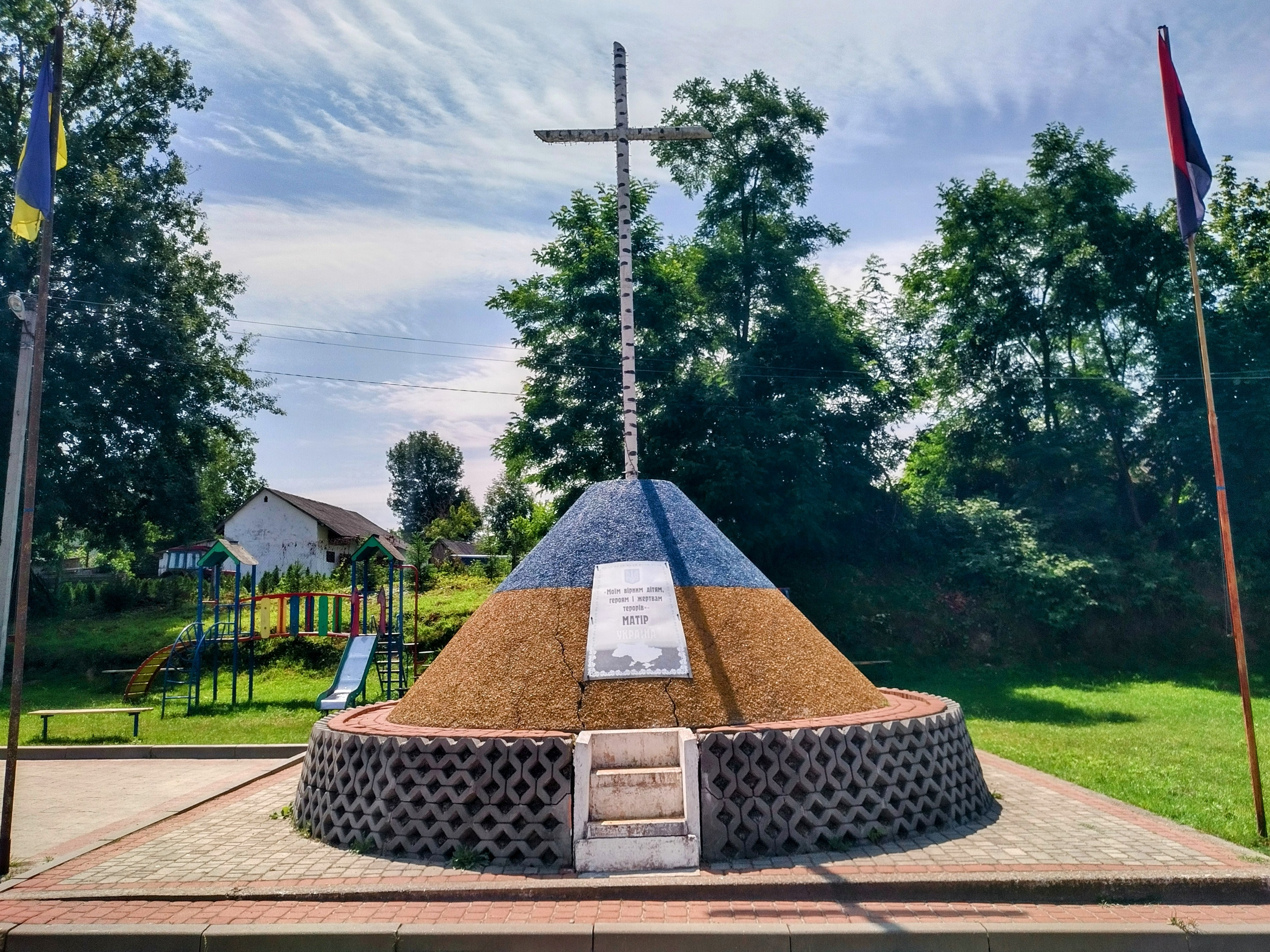
Меморіал "Борцям за волю України"

## Населення

### Мова
Розподіл населення за рідною мовою за даними перепису 2001 року:
| Мова            | Кількість | Відсоток |
| --------------- | --------- | -------- |
| українська      | 1369      | 99.56%   |
| російська       | 2         | 0.14%    |
| угорська        | 2         | 0.14%    |
| румунська       | 1         | 0.08%    |
| інші/не вказали | 1         | 0.08%    |
| Усього          | 1375      | 100%     |

## Релігійні споруди
Дерев’яна церква Cвятих Апостолів Петра і Павла (колишня назва церкви Зачаття Святого Івана Хрестителя). 
Найдавніші відомості про місцеву церкву походять з 1510 року. На одвірку південних дверей в наву зберігся різьблений напис, засвідчуючий дату будови: «Создася храм сей рокуо АХПΘ дня SІ Апі», тобто збудована 16 квітня 1689 року. Іконостас церкви – чотириярусний різьблений позолочений, походить з XVIII ст. На початку ХХ ст., можливо, був частково перебудований (виконана широка арка між 1 і 2 ярусами). Після пожежі відбудована у 1821 році. Наступний значний ремонт проведено в кінці 1920-х років. 
Церква була сильно пошкоджена під час Другої світової війни і була відновлена по її закінченні. Проте, зважаючи на відсутність кваліфікованих майстрів, реставрацію було проведено нефахово, з використанням неякісної деревини та порушенням попередних форм храму. Центральний барабан був сильно зміщений до вівтарної частини. У 1951 році церкву закрили. Вісімдесятилітній місцевий мешканець Степан Дубас згадує останню відправу, яка відбулася тут офіційно у 1951 році, потім відправи велися підпільно: «Наш священник приїжджав таємно, перебирався у жіночий одяг і так добирався сюди», – згадує старожил. У 1989 році храм відчинили, а у 1990 році церкву повернули греко-католицький громаді, на парафію був призначений священник о. Михайло Шуварик. Тоді ж провели ремонт храму. 3 22 листопада 2003 року і до сьогодні на парафії трудиться священник о. Степан Грицан. У 2007 році церква Зачаття Святого Івана Хрестителя була перейменована на церкву Св. Ап. Петра і Павла. 
Будівля тризрубна, одноверха. До нави зі сходу прилягає вужчий вівтар гранчастої форми, при його північній і південній стінах прибудовані ризниці, з заходу - вужчий прямокутний бабинець. Двосхилий ломаний дах нави завершує на світловому восьмерику шоломова баня з ліхтарем і маківкою. Гребені багатосхилого даху вівтаря і двосхилого бабинця вінчають менші ліхтарі з маківками. На південний захід від церкви збереглася стара дерев'яна одноярусна квадратова, зведена в 1920-х рр. дзвіниця, вкрита пірамідальним дахом. На північ від неї на церковному подвір'ї парафіяни звели нову муровану триярусну дзвіницю, яка аналогічно церкві, завершується двосхилим дахом і ліхтарем з маківкою. 
Церква була у аварійному стані – нахилена у західному напрямку, стіни бабинця прогнили до низу і деформувались. У 2017 році було проведено протиаварійні роботи на куполі храму: відреставровані несучі конструкції центрального барабану і купола, виконано гідроізоляцію фундаменту. Церкві було повернуто її первісний вигляд: Вирівняли каркас споруди та змістили купол на правильне місце. Бляшану покрівлю вівтаря і даху нави і бабинця замінили мідною. Церква має архітектурну підсвідку.
Завдяки старанням мешканцям села церква має надзвичайно гарний вигляд. Сьогодні у дерев’яній церкві постійно відбуваються святочні Богослужіння. Церква стоїть при головній дорозі на невеликому горбочку і зачаровує своєю красою.
Також в селі наявно є ще два храми - церква Зачаття Святого Івана Хрестителя та церква Преподобного Онуфрія Великого.

Місцева греко-католицька парафія належала до Яворівського деканату (з 1920 року — Краковецького деканату) Перемишльської єпархії.

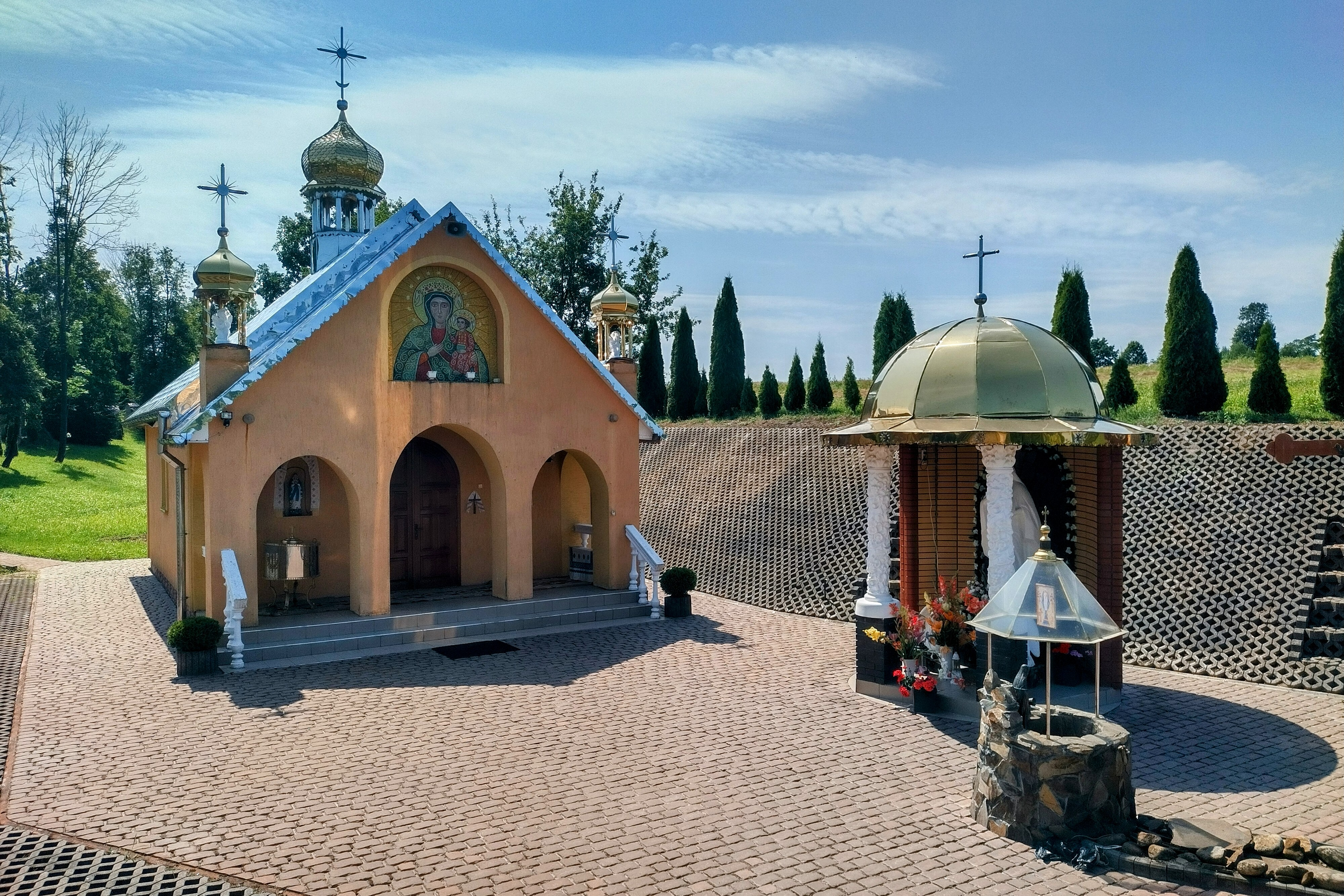
Церква Зачаття Святого Івана Хрестителя
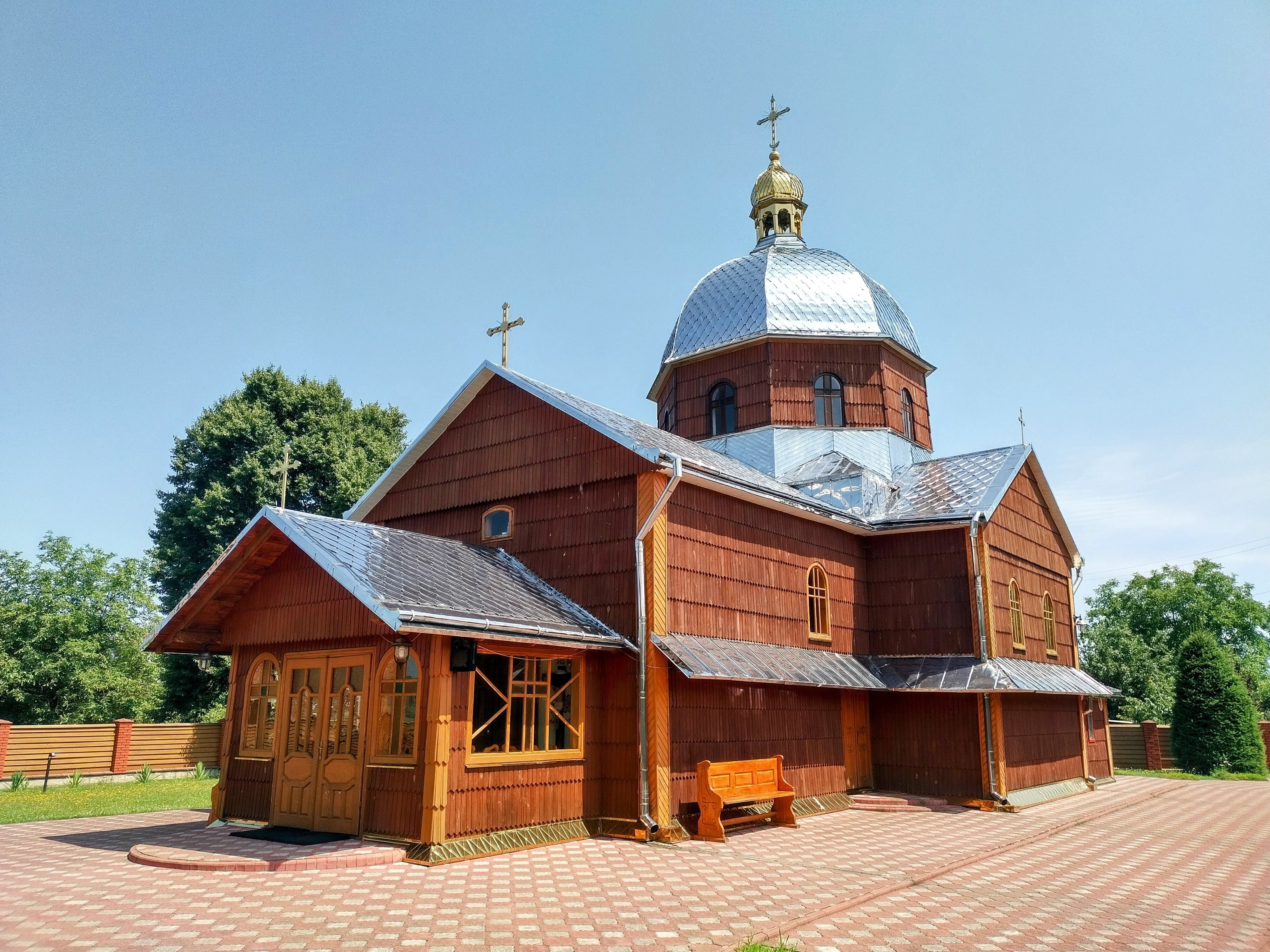
Церква Преподобного Онуфрія Великого
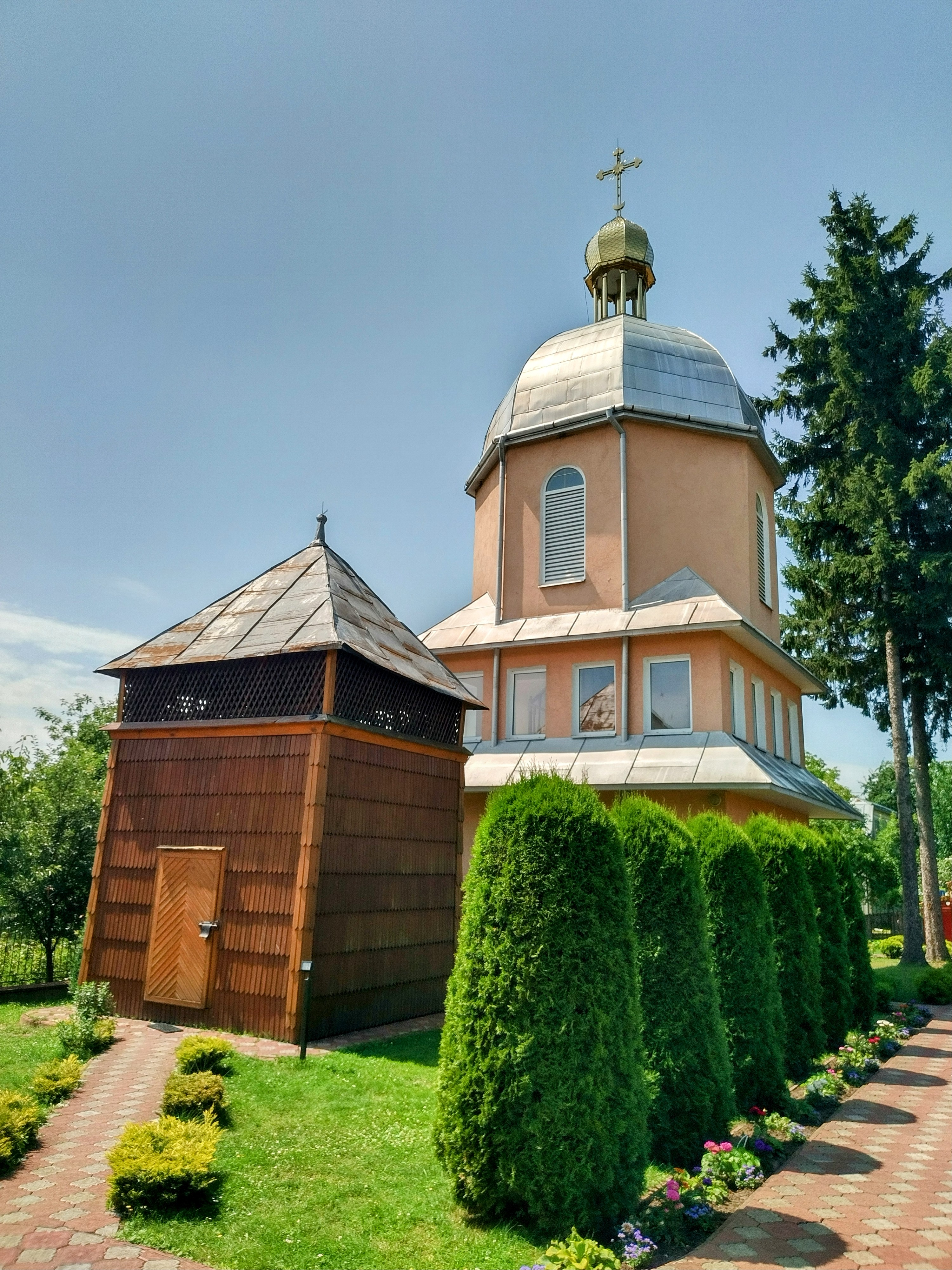
Дзвіниці

## Відомі люди

### Народились
- Аполінарій Тарнавський — засновник санаторію в Косові на Гуцульщині.
- Петро Франко — почесний голова Всеукраїнського Товариства політичних в'язнів і репресованих, дослідник, письменник, редактор, громадський діяч.